# دهه ۱۳۹۰ (خورشیدی)
دهه ۱۳۹۰ صدو سی و نهمین دهه تقویم هجری خورشیدی است.این دهه از روز ۱ فروردین ۱۳۹۰ آغاز شد و در تاریخ ۳۰ اسفند ۱۳۹۹ به پایان رسید در تقویم گاهشماری میلادی آغاز این دوره معادل است با ۲۱ مارس ۲۰۱۱ تا ۲۰ مارس ۲۰۲۱. از رویدادهای مهم و تاریخی این دهه میتوان به پیروزی انتخابات حسن روحانی، تفاهم نامه برجام، تشدید مشکلات اقتصادی در ایران، تحریم های اقتصادی، کشف و همه گیری ویروس کرونا اشاره کرد.

## مناسبت‌ها
- ۷ فروردین: برگزاری دومین جشن جهانی نوروز در تهران

## رویدادها
- برگزاری شانزدهمین نشست جنبش غیرمتعهدها در تهران - ۵ تا ۱۰ شهریور سال ۱۳۹۱
- اجرای هدفمندسازی یارانه‌ها در ایران
- شروع طرح اصلاح پول ملی ایران
- واقعه هتل تارا در مهاباد
- تظاهرات ۱۳۹۶ ایران
- اعتراضات سراسری ۱۳۹۸ ایران
- شیوع کروناویروس در ایران
- جام جهانی فوتبال ۲۰۱۸

## درگذشتگان
- لیلا اسفندیاری - ۱۳۹۰ (خورشیدی)
- امیرهوشنگ قطعه‌ای - ۱۳۹۰ (خورشیدی)
- روح‌الله داداشی - ۱۳۹۰ (خورشیدی)
- سیمین دانشور - ۱۳۹۰ (خورشیدی)
- حسین گنجینه - ۱۳۹۰ (خورشیدی)
- ناصر حجازی - ۱۳۹۰ (خورشیدی)
- فهیمه راستکار - ۱۳۹۱ (خورشیدی)
- عزیزالله جوینی - ۱۳۹۱ (خورشیدی)
- روشنک (گوینده) - ۱۳۹۱ (خورشیدی)
- همایون خرم - ۱۳۹۱ (خورشیدی)
- نادیا دلدار گلچین - ۱۳۹۱ (خورشیدی)
- عسل بدیعی - ۱۳۹۲ (خورشیدی)
- محمد رضا مهدوی کنی - ۱۳۹۳ (خورشیدی)
- مرتضی پاشایی - ۱۳۹۳ (خورشیدی)
  - فرج‌الله سلحشور - ۱۳۹۴ (خورشیدی)
- محمدعلی سپانلو - ۱۳۹۴ (خورشیدی)
- داوود رشیدی - ۱۳۹۵ (خورشیدی)
- جمشید آموزگار - ۱۳۹۵ (خورشیدی)
- عباس کیارستمی - ۱۳۹۵ (خورشیدی)
- علی معلم - ۱۳۹۵ (خورشیدی)
- سلیم مؤذن‌زاده اردبیلی - ۱۳۹۵ (خورشیدی)
- اکبر هاشمی رفسنجانی - ۱۳۹۵ (خورشیدی)
- مریم میرزاخانی - ۱۳۹۶ (خورشیدی)
- قاسم افشار (گوینده) - ۱۳۹۷ (خورشیدی)
- سید محمود هاشمی شاهرودی - ۱۳۹۷ (خورشیدی)
- عزت‌الله انتظامی - ۱۳۹۷ (خورشیدی)
- جمشید مشایخی - ۱۳۹۸ (خورشیدی)
- داریوش اسدزاده  - ۱۳۹۸ (خورشیدی)
- قاسم سلیمانی  - ۱۳۹۸ (خورشیدی)
- احمد پورمخبر - ۱۳۹۹ (خورشیدی)
- محمدعلی کشاورز - ۱۳۹۹ (خورشیدی)
- رامش - ۱۳۹۹ (خورشیدی)
- محمدرضا شجریان - ۱۳۹۹ (خورشیدی)
- کریم اکبری‌ مبارکه - ۱۳۹۹ (خورشیدی)
- پرویز پورحسینی - ۱۳۹۹ (خورشیدی)
- مرجان - ۱۳۹۹ (خورشیدی)| - ن - ب - و دهه‌ها و سالهای هجری خورشیدی | - ن - ب - و دهه‌ها و سالهای هجری خورشیدی           |
| --------------------------------------- | ------------------------------------------------- |
| سده ۱۴ هجری خورشیدی                     |                                                   |
| دهه ۱۳۰۰                                | ۱۳۰۰ ۱۳۰۱ ۱۳۰۲ ۱۳۰۳ ۱۳۰۴ ۱۳۰۵ ۱۳۰۶ ۱۳۰۷ ۱۳۰۸ ۱۳۰۹ |
| دهه ۱۳۱۰                                | ۱۳۱۰ ۱۳۱۱ ۱۳۱۲ ۱۳۱۳ ۱۳۱۴ ۱۳۱۵ ۱۳۱۶ ۱۳۱۷ ۱۳۱۸ ۱۳۱۹ |
| دهه ۱۳۲۰                                | ۱۳۲۰ ۱۳۲۱ ۱۳۲۲ ۱۳۲۳ ۱۳۲۴ ۱۳۲۵ ۱۳۲۶ ۱۳۲۷ ۱۳۲۸ ۱۳۲۹ |
| دهه ۱۳۳۰                                | ۱۳۳۰ ۱۳۳۱ ۱۳۳۲ ۱۳۳۳ ۱۳۳۴ ۱۳۳۵ ۱۳۳۶ ۱۳۳۷ ۱۳۳۸ ۱۳۳۹ |
| دهه ۱۳۴۰                                | ۱۳۴۰ ۱۳۴۱ ۱۳۴۲ ۱۳۴۳ ۱۳۴۴ ۱۳۴۵ ۱۳۴۶ ۱۳۴۷ ۱۳۴۸ ۱۳۴۹ |
| دهه ۱۳۵۰                                | ۱۳۵۰ ۱۳۵۱ ۱۳۵۲ ۱۳۵۳ ۱۳۵۴ ۱۳۵۵ ۱۳۵۶ ۱۳۵۷ ۱۳۵۸ ۱۳۵۹ |
| دهه ۱۳۶۰                                | ۱۳۶۰ ۱۳۶۱ ۱۳۶۲ ۱۳۶۳ ۱۳۶۴ ۱۳۶۵ ۱۳۶۶ ۱۳۶۷ ۱۳۶۸ ۱۳۶۹ |
| دهه ۱۳۷۰                                | ۱۳۷۰ ۱۳۷۱ ۱۳۷۲ ۱۳۷۳ ۱۳۷۴ ۱۳۷۵ ۱۳۷۶ ۱۳۷۷ ۱۳۷۸ ۱۳۷۹ |
| دهه ۱۳۸۰                                | ۱۳۸۰ ۱۳۸۱ ۱۳۸۲ ۱۳۸۳ ۱۳۸۴ ۱۳۸۵ ۱۳۸۶ ۱۳۸۷ ۱۳۸۸ ۱۳۸۹ |
| دهه ۱۳۹۰                                | ۱۳۹۰ ۱۳۹۱ ۱۳۹۲ ۱۳۹۳ ۱۳۹۴ ۱۳۹۵ ۱۳۹۶ ۱۳۹۷ ۱۳۹۸ ۱۳۹۹ |
| سده ۱۵ هجری خورشیدی                     |                                                   |
| دهه ۱۴۰۰                                | ۱۴۰۰ ۱۴۰۱ ۱۴۰۲ ۱۴۰۳ ۱۴۰۴ ۱۴۰۵ ۱۴۰۶ ۱۴۰۷ ۱۴۰۸ ۱۴۰۹ |
| دهه ۱۴۱۰                                | ۱۴۱۰ ۱۴۱۱ ۱۴۱۲ ۱۴۱۳ ۱۴۱۴ ۱۴۱۵ ۱۴۱۶ ۱۴۱۷ ۱۴۱۸ ۱۴۱۹ |
| دهه ۱۴۲۰                                | ۱۴۲۰ ۱۴۲۱ ۱۴۲۲ ۱۴۲۳ ۱۴۲۴ ۱۴۲۵ ۱۴۲۶ ۱۴۲۷ ۱۴۲۸ ۱۴۲۹ |
| دهه ۱۴۳۰                                | ۱۴۳۰ ۱۴۳۱ ۱۴۳۲ ۱۴۳۳ ۱۴۳۴ ۱۴۳۵ ۱۴۳۶ ۱۴۳۷ ۱۴۳۸ ۱۴۳۹ |
| دهه ۱۴۴۰                                | ۱۴۴۰ ۱۴۴۱ ۱۴۴۲ ۱۴۴۳ ۱۴۴۴ ۱۴۴۵ ۱۴۴۶ ۱۴۴۷ ۱۴۴۸ ۱۴۴۹ |
| دهه ۱۴۵۰                                | ۱۴۵۰ ۱۴۵۱ ۱۴۵۲ ۱۴۵۳ ۱۴۵۴ ۱۴۵۵ ۱۴۵۶ ۱۴۵۷ ۱۴۵۸ ۱۴۵۹ |
| دهه ۱۴۶۰                                | ۱۴۶۰ ۱۴۶۱ ۱۴۶۲ ۱۴۶۳ ۱۴۶۴ ۱۴۶۵ ۱۴۶۶ ۱۴۶۷ ۱۴۶۸ ۱۴۶۹ |
| دهه ۱۴۷۰                                | ۱۴۷۰ ۱۴۷۱ ۱۴۷۲ ۱۴۷۳ ۱۴۷۴ ۱۴۷۵ ۱۴۷۶ ۱۴۷۷ ۱۴۷۸ ۱۴۷۹ |
| دهه ۱۴۸۰                                | ۱۴۸۰ ۱۴۸۱ ۱۴۸۲ ۱۴۸۳ ۱۴۸۴ ۱۴۸۵ ۱۴۸۶ ۱۴۸۷ ۱۴۸۸ ۱۴۸۹ |
| دهه ۱۴۹۰                                | ۱۴۹۰ ۱۴۹۱ ۱۴۹۲ ۱۴۹۳ ۱۴۹۴ ۱۴۹۵ ۱۴۹۶ ۱۴۹۷ ۱۴۹۸ ۱۴۹۹ |